# Carol Martel
Carol Martel (n. 23 august 688 d.Hr., Herstal, Valonia, Belgia – d. 22 octombrie 741 d.Hr., Quierzy, Hauts-de-France, Franța) a fost majordom (maior domus) și duce al francilor (dux francorum), având atribuțiile unui rege. Și-a extins stăpânirea peste toate teritoriile france: Austrasia, Neustria și Burgundia. S-a născut la Herstal, în Belgia de astăzi, fiul nelegitim al lui Pepin cel Mijlociu și a concubinei sale Alpaida (sau Chalpaida).
Este cunoscut mai ales pentru victoria sa de la Tours din 732 asupra unei armate invadatoare musulmane. Această victorie este considerată ca fiind salvarea restului Europei de expansionismul islamic care cucerise deja Iberia. În afară de victoria de la Tours, Carol Martel a fost și un mare general, care a pus bazele cavaleriei grele medievale, a cavalerismului, a Imperiului Carolingian, și un catalizator al sistemului feudal care a existat în Europa din Evul Mediu.
Martel nu și-a asumat titlul de rege, dar a împărțit Francia, precum un rege, între fii săi, Carloman și Pepin cel Scurt. Nepotul lui Martel, Carol cel Mare, a extins teritoriile francilor, incluzând cea mai mare parte a vestului Europei, devenind primul împărat de la căderea Romei.

## Tinerețea
Martel s-a născut ca fiul nelegitim al lui Pepin de Herstal și a concubinei Alpaida. A avut un frate pe nume Childebrand, care mai târziu a devenit duce franc de Burgundia. Frații fiind nelegitimi, nu au fost considerați a fi parte din familia tatălui lor, Pippinizii, care de la începutul secolului al șaptelea, a dominat politica Franciei. După domnia lui Dagobert I (629-639), merovingieni au cedat în mod eficient puterea Pippinizilor. Au controlat trezoreria regală și împroprietăriți cu pământ și privilegii în numele regelui. Tatăl lui Martel, Pepin, a fost al doilea membru al familiei care îi conducea pe franci. Pepin a fost capabil de a uni toate tărâmurile francilor prin cucerirea Neustriei și Burgundiei.
Pepin a murit de bătrânețe în 714. Nepoții săi legitimi s-au declarat a fi adevărații urmași ai săi, au încercat să-și asume puterea în domeniul. Pepin a fost de acord să-l numească pe unul dintre ei, Theudoald, moștenitor al Franciei. Plectrude l-a închis ulterior pe Charles, dar a reușit să scape. Charles a fost capabil de a aduna o armata, după ce a câștigat favoarea printre franci, în primul rând pentru priceperea sa militară. Într-adevăr, el a fost poreclit Martel, care înseamnă "ciocan", mai târziu, în cronicile din secolul al IX-lea. Deși, a fost complet neglijat în voia tatălui său, fiind un fiu bastard, Martel a devenit acum conducătorul întregii Francii.

## Contestarea puterii
În decembrie 714, Pepin de Herstal a murit. Înainte de moartea sa, l-a desemnat pe Theudoald, nepotul său, fiul lui Grimoald, moștenitorul întrgului domeniul. Acest lucru a fost imediat contestat de nobili, deoarece Theudoald era un copil de numai opt ani. Pentru a preveni utilizarea neliniștii în beneficiul lui Carol, Plectrude l-a închis în Köln, oraș care a fost desemnat capitala ei. Aceasta a împiedicat o revoltă în Austrasia, dar nu și în Neustria.

### Războiul civil 715-718
În 715, nobilii neustrieni l-au proclamat pe Ragenfrid, cu sprijinul lui Dagobert al III-lea, care în teorie avea autoritatea legală de a selecta un primar, deși de data aceasta dinastia merovingiană a pierdut cele mai multe puteri. Austrasienii nu ar fi sprijinit o femeie și pe fiul acesteia. Înainte de sfârșitul anului, Carol Martel a evadat din închisoare și a fost aclamat de către nobilii din regat. Neustrienii au atacat Austrasia, iar nobilii au așteptat un om puternic să-i conducă împotriva compatrioților lor invadatori. În acel an, Dagobert a murit și neustrienii l-au proclamat rege pe Chilperic al II-lea fără sprijinul tuturor francilor.
În 716, Chilperic și Ragenfrid au condus împreună o armată în Austrasia. Trupele neustriene aliate cu o altă forță invadatoare condusă de Redbad, regele a frizilor, și s-au întâlnit cu Charles la Koln, care era încă deținută de Plectrude. Charles a avut puțin timp pentru a aduna oamenii, sau să-i pregătească, iar rezultatul a fost singura înfrângere a vieții sale. Potrivit lui Strauss și Gustave, Martel a luptat o luptă genială, dar și-a dat seama că nu a putut câștiga, deoarece era depășit numeric, astfel s-a retras.
Charles a fugit de pe terenul de luptă, dar și-a dat seama că nu are timp, așa că s-a retras în munții Eifel pentru a aduna și instrui oameni. Regele și majordomul său s-au întors să-și asedieze celălalt rival din oraș, capturând trezoreria și recunoașterea lui Chilperic ca rege și Ragenfrid ca primar. Plectrude s-a predat în numele lui Theudoald.

### Geniu militar
Cu toate acestea, evenimentele au devenit favoarabile lui Charles. Care a făcut pregătiri adecvate, a căzut peste armata triumfătoare în apropriere de Malmedy, s-a întors în propria provincie, și, în bătălia care a urmat la Amblève. Cele câteva trupe care nu au fost ucise sau capturate, au fugit. Mai multe lucruri s-au remarcat cu privire la această bătălie, în care Charles a stabilit modelul pentru restul carierei sale militare: a apărut în momentul în care dușmanii săi nu se așteptau, în timp ce aceștia au fost în marș triumfal spre acasă.
De asemenea, l-a atacat atunci când nu se așteptau, la amiază, când armatele lui, care în mod tradițional se odihneau. În cele din urmă, l-a atacat cum se aștepta mai puțin, prin simularea unui refugiu pentru a-și atrage adversarii într-o capcană. Retragerea simulată, necunoscută în Europa de Vest la acea vreme - era o tactică răsăriteană - este necesar atât disciplina extraordinara din partea trupelor și momentul exact din partea comandantului lor. Charles, în această luptă, a început să demonstreze geniul militar care îi va marca domnia sa.
Rezultatul a fost o lungă victorie neîntreruptă, care a durat până la moartea sa. În primăvara anului 717, Carol a revenit în Neustria cu o armată și și-a confirmat supremația cu o victorie în bătălia de la Vincy, lângă Cambrai. L-a urmărit pe regele fugar și majordomi la Paris, înainte de a avea din nou de a face cu Plectrude și Köln. A capturat orașul, a permis atât Plectrudei și tânărului Theudoald de a trăi, tratându-i cu o bunătate neobișnuită pentru acele vremuri, când mila pentru un fost temnicer, sau un potențial rival, erau rare.
După acest succes, l-a proclamat pe Chlotar al IV-lea, regele al Austrasiei și l-a detronat pe arhiepiscop de Reims, Rigobert, înlocuindu-l cu Milo, un susținător.

## Consolidarea puterii
După ce subjugă toată Austrasia, a mărșăluit împotriva lui Redbad și l-a împins înapoi pe teritoriul său, forțându-l chiar să-i concesioneze Frizia de Vest (mai târziu o parte din comitatul Olanda). A trimis, de asemenea, saxonii înapoi peste Weser și, astfel, și-a asigurat frontierele sale în numele noului rege Clotaire, desigur. În 718, Chilperic a răspuns ascensiunii lui Charles cu o alianță cu Odo cel Mare (sau Eudes), ducele de Aquitania, care a devenit independent în timpul războiului civil din 715, dar a fost din nou învins, în bătălia de la Soissons, de către Charles.
Regele a fugit cu aliatul său ducal la sud de ținutul Loarei, iar Ragenfrid în Angers. Curând Clotaire al IV-lea a murit și Odo a renunțat la Chilperic, iar în schimbul recunoașterii ducatului său, s-a predat regelui Charles, care a recunoscut domnia sa asupra tuturor francilor în schimbul de afirmare regală legitimă al ducatului său.

### Războaiele dintre 718-732
Anii următori au fost plini de conflicte. Între 718 și 723, Charles și-a asigurat puterea printr-o serie de victorii: a câștigat loialitatea mai multor episcopi importanți și a stareților (prin donarea de terenuri și bani pentru fondarea de mănăstiri, cum ar fi Echternach), a subjugat Bavaria și Alemannia, învingându-i pe saxonii păgâni.
După ce i-a unificat pe franci sub stindardul său, Charles a fost determinat să-i pedepsească pe saxonii care au invadat Austrasia. După 718, le-a pustiit țara dintre Weser, Lippe și Ruhr, învingându-i în pădurea Teutoburg. În 719, Charles a ocupat Frizia Occidentală fără o rezistență importantă din partea frizonilor. Deși Charles nu avea încredere în păgâni, conducătorul lor, Aldgisel, a acceptat creștinismul, iar Charles l-a trimis pe Willibrord, episcop de Utrecht, faimosul "Apostolul frizian" pentru a-i converti pe oameni. Charles, de asemenea, a făcut multe pentru a-l sprijini pe Winfrid, mai târziu Sfântul Bonifaciu, "Apostolul germanilor".
Când Chilperic al II-lea a murit în 720, Charles l-a numit succesor al său pe fiul lui Dagobert al III-lea, Theuderic al IV-lea, care era încă minor, și care a ocupat tronul între 720-737. În acest moment, Charles din nou a mărșăluit împotriva saxonilor. Apoi neustrienii s-au răzvrătit sub Ragenfrid, care a părăsit regiunea Anjou. Au fost ușor învinși în 724, iar Ragenfrid i-a dat pe fiii săi ca ostatici pentru păstrarea comitatului său. Aceasta a pus capăt războaielor civile din timpul domniei lui Charles.
Următorii șase ani au fost dedicați în totalitate pentru a-și asigura autoritatea asupra triburilor germanice dependente. Între 720 și 723, Charles a luptat în Bavaria, unde ducii Agilolfingi au devenit treptat în conducători independenți, recent, în alianță cu lombardul Liutprand. I-a forțat pe alemani să-l însoțească, și ducele Hugbert a acceptat suzeranitatea francă.
Între 725 și 728, a intrat din nou în Bavaria și legăturile de domnie păreau puternice. Din prima sa campanie, i-a adus înapoi pe prințesa agilolfingă, Swanachild, care se pare că a devenit concubina lui. În 730, a mărșăluit împotriva lui Lantfrid, duce de Alemannia, care a devenit independent, dar a fost ucis în luptă. A forțat capitularea alemanilor și acceptarea suzeranității francilor, nedesemnând un succesor al lui Lantfrid. Astfel, sudul Germaniei încă o dată a devenit parte a regatului franc.
Dar, din 731, propriul său teritoriu a devenit nesigur, Charles a început să se pregătească exclusiv pentru furtuna care venea din sud-vest. În 721, emirul din Córdoba a construit o armată puternică din Maroc, Yemen, Siria și a cucerit Aquitania, marele ducat din sud-vestul Galiei, nominal sub suzeranitatea francilor, dar, în practică, aproape independent în mâinile lui Odo cel Mare, duce de Aquitaine, deoarece regii merovingieni și-au pierdut puterea. Musulmanii invadatori au asediat orașul Toulouse, cel mai important oraș din Aquitania, iar Odo a plecat imediat pentru a găsi ajutor.
A revenit trei luni mai târziu, chiar înainte ca orașul să se predea, învingându-i pe invadatorii musulmani pe 9 iunie 721, în bătălia de la Toulouse. Această înfrângere critică a fost în esență rezultatul unei mișcări clasice învăluitoare ale forțelor lui Odo. După ce Odo a fugit inițial, musulmanii au devenit prea încrezători și nu au reușit să-și mențină apărarea. Astfel, atunci când Odo a revenit, el a fost capabil de a lansa un atac surpriză aproape complet asupra forței de asediu, împrăștiind-o în primul atac.

### Ridicarea unei armate
Având în vedere situația din Iberia, Martel a considerat că avea nevoie de o armată întreagă - care să se antreneze intens (În Evul Mediu timpuriu, trupele au fost disponibile numai după ce culturile au fost plantate și înainte de recoltare timp.). Pentru a antrena un fel de infanterie, care ar putea rezista cavaleriei grele musulmane, de care Charles avea nevoie de ei pe tot parcursul anului, de asemenea, avea nevoie să le plătească astfel încât familiile lor ar putea cumpăra alimentele pe care le-ar fi crescut.
Pentru a obține banii, a confiscat terenurile bisericii, și a folosit fondurile pentru a-și plăti soldații săi. Același Charles, care și-a asigurat sprijinul ecclesiei prin donarea de unei părți de teren confiscat de el înapoi între 724 și 732. Desigur, oficialii Bisericii s-au înfuriat, și, pentru un timp, se părea că ar fi putut fi chiar excomunicat pentru acțiunile sale. Dar apoi a venit o invazie semnificativă.

## Bătălia de la Tours
Emiratul Cordoba a invadat Galia anterior, dar a fost oprit în bătălia de la Toulouse, în 721. Eroul acestui eveniment mai puțin celebru a fost Odo cel Mare, duce de Aquitania, care nu a fost precursor a unei linii regale. Mai târziu a fost explicat cum Odo i-a învins pe musulmanii invadatori, dar când s-au întors, lucrurile au fost mult diferite. Sosirea unui emir nou de Cordoba, Abdul Rahman Al Ghafiqi, care a adus cu el o forță uriașă de arabi și de călăreți berberi, a declanșat o invazie mult mai mare.
Abdul Rahman Al Ghafiqi a fost la Toulouse, iar cronicile arabe explică în mod clar că s-a opus ferm deciziei fostului emir de-a nu asigura apărarea exterioară împotriva unei forțe, cea ce i-a permis lui Odo și armatei sale pentru a ataca înaintea cavaleriei islamice. Abdul Rahman Al Ghafiqi nu a avut nici o intenție de a permite un astfel de dezastru din nou. De data aceasta, călăreții umayyazi erau gata de luptă, iar rezultatele au fost oribile pentru Aquitania.
Odo, eroul din Toulouse, a fost grav învins în invazia musulmana din 732, în lupta de dinaintea cuceririi musulmane a Bordeauxului, și atunci când a adunat o altă armată, în bătălia de la râul Garonne - cronicarii vestici au scris: "numai Dumnezeu știe numărul celor uciși "- iar orașul Bordeaux a fost ocupat și jefuit. Odo a fugit la Charles, cautând ajutor. Charles a fost de acord să vină în ajutorul lui Odo, cu condiția ca Odo să-l recunoască pe Charles și casa sa ca stăpâni ai săi. Charles a fost pragmatic, în timp ce majoritatea comandanților nu și-ar folosi inamicii în luptă, Odo și ceilalți nobili aquitani rămași au format flancul drept al forțelor lui Charles la Tours.

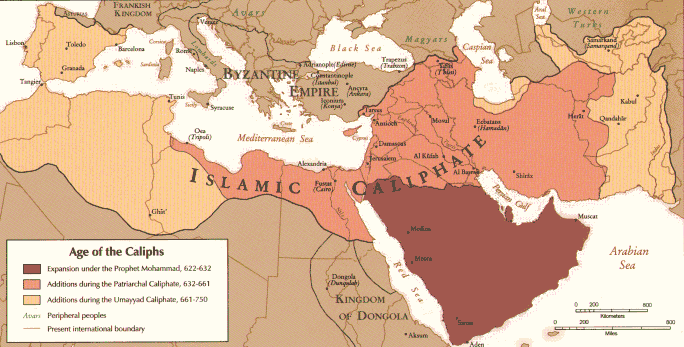
Califatul și cuceririile sale

Bătălia de la Tours a fost câștigată de Charles cu titlul "Martel" (Ciocan), pentru modul în care și-a învins dușmanii fără milă. Mulți istorici, printre care Sir Edward Creasy, cred că dacă ar fi eșuat la Tours, Islamul ar fi depășit, probabil, Galia, și restul Europei de Vest. Gibbon a făcut clar convingerea că armatele umayyade ar fi cucerit din Japonia la Rin, și chiar și Anglia. Creasy a spus "marea victorie câștigată de Charles Martel ... a dat o lovitură decisivă cuceririi arabe din Europa de Vest, salvând creștinătatea de Islam, [și] conservând relicvele antice și civilizația modernă."
Convingerea lui Gibbon că soarta a creștinismului era legată de această bătălie este susținut de alți istorici, inclusiv John B. Bury. Importanța acesteia a scăzut în secolul al XX-lea, atunci când istoricii, cum ar fi Bernard Lewis, au susținut că arabii nu au dorit cu ardoare ocupare Franței. Mai recent, cu toate acestea, mulți istorici au avut tendința de a vedea din nou bătălia de la Tours ca un eveniment foarte important în istoria Europei și a creștinismului.

## După Tours
În deceniul următor, Charles a condus armata francă împotriva ducatelor estice, Bavaria și Alemannia, și ducatele sudice, Aquitania și Provence. S-a ocupat de conflictul în curs de desfășurare cu saxonii din nord-estul său cu un oarecare succes, dar cucerirea deplină a saxonilor și încorporarea lor în Imperiul Franc va fi înfăptuit de Charlemagne, nepotul său, deoarece Martel și-a concentrat cea mai mare parte a eforturilor sale împotriva expansiunii musulmane.
Deci, în loc să se concentreze pe cucerirea de estului, el a continuat extinderea autorității francilor în vest. După victoria de la Tours, Martel a continuat campaniile din 736 și 737 pentru a conduce alte armate împotriva musulmanilor într-o încercare de extindere dincolo de Al-Andalus.

### Războaiele dintre 732-737
Între victoriile din 732 și 735, Charles și-a reorganizat regatul din Burgundia, înlocuind conții și ducii cu susținătorii săi loiali, consolidându-și astfel puterea. A fost forțat de expedițiile lui Redbad, ducele al frizonilor (719-734), fiul ducelui Aldegisel, care au acceptat misionarii Willibrord și Bonifaciu, pentru a invada din nou. În acel an, l-a ucis pe duce în bătălia de la Boarn și astfel a subjugat în întregime populația (distrugând fiecare altar păgân).
Situația s-a schimbat în 735, din cauza decesului lui Odo cel Mare, care a fost obligat să recunoască, cu rezerve, suzeranitatea lui Charles în 719. Deși Charles a dorit să unească ducatul direct, mergând acolo pentru a obține sprijinul aquitanilor, nobilimea l-a proclamat pe fiul lui Odo, Hunald de Aquitania, a cărui ducat a fost recunoscut de Charles când Umayyazii au invadat Provence anul viitor, și care la fel a fost forțat să-l recunoască pe Charles ca stăpân al său.
Această invazie navală arabă a fost condusă de fiul lui Abdul Rahman. A debarcat în Narbonne, în 736. Charles a pus temporar conflictul cu Hunold în așteptare, ocupându-se de invadatorii umayyazi. În 736, a recapturat Montfrin și Avignon, Arles și și Aix-en-Provence, cu ajutorul lui Liutprand, regele a lombarzilor. Nîmes, Agde, Béziers deținute de islam din 725, a căzut și cetățile lor au fost distruse.
A zdrobit armata umayyadă la Arles, a luat orașul printr-un atac frontal direct și brutal, și l-a ars pentru a preveni reutilizarea ca fortăreață a extinderii umayyide. S-a mutat apoi rapid și a învins din nou la Narbonnea pe râul Berre, dar nu a reușit să captureze orașul. Istoricii militari cred că el ar fi putut să-l ia, dar a ales să blocheze toate resursele pentru a face acest lucru.
Un atac direct, cum a fost la Arles, folosind scările din frânghie și berbecii, plus câteva catapulte, pur și simplu, nu a fost suficient pentru a captura Narbonne, fără pierderi uriașe în rândurile francilor. În plus, el s-a confruntat cu o puternică opoziție din partea lorzilor locali, cum ar fi patricianul Maurentius din Marsilia, care s-a revoltat împotriva liderului franc. Mai mult decât atât, ducele aquitanian Hunald a amenințat liniile sale de comunicare din nord, astfel încât decide să se retragă din Septimania pentru a distruge mai multe fortărețe (Béziers, Agde, etc). A părăsit Narbonne, prin urmare, izolat și înconjurat, și fiul său ar putea reveni să-l cucerească pentru franci. Unii istorici consideră că lupta împotriva principalei forțe musulmane la râul Berre, lângă Narbonne, a fost o victorie la fel de importantă pentru Europa creștină precum Tours.
În plus, spre deosebire de tatăl său de la Tours, fiul lui Rahman, știa că francii sunt o putere reală. El nu a avut nici o intenție de a-i permite lui Martel să-l prindă și să-i dicteze timpul și locul de luptă, ca și tatăl său. El a concentrat și întărit în schimb câmpiile de coastă din jurul Narbonneului în 736 și Arles.
Fiul lui Abdul Rahman planificase să se mute din oraș în oraș și dacă Martel ar fi dorit să-i oprească de la a crea o enclavă permanentă de extindere a Califatului, el ar fi trebuit să vină la ei, în aer liber, unde, el, spre deosebire de tatăl său, va dicta locul de luptă. Totul a fost planificat, până când Martel a ajuns, deși mai rapid decât maurii ar fi crezut că ar putea apela la întreaga lui armată. Din păcate, pentru fiul lui Rahman, el a supraestimat timpul care i-ar lua lui Martel pentru a dezvolta o cavalerie grea echivalentă a musulmanilor.
Califatul a crezut ca va dura o generație, dar Martel a reușit în cinci ani. Pregătit să facă față falangei france, musulmanii au fost total nepregătiți să se confrunte cu o forță mixtă de cavalerie grea și infanterie într-o falangă. Astfel, Charles a promovat din nou creștinismul și a oprit expansiunea musulmană în Europa. Această înfrângere, plus cea din Anatolia, au fost ultimele mari încercări de expansiune a Califatului Umayyad înainte de dispariția dinastiei în bătălia de la Zab, și împărțirea califatului pentru totdeauna, mai ales distrugerea totală a armatei la râul Berre în apropriere de Narbonne, în 737.

### Interregnum
În 737, la sfârșitul campaniei sale în Provence și Septimania, regele Theuderic al IV-lea a murit. Martel, s-a intitulat Maior Domus și Princeps et Dux Francorum, nu a numit un nou rege și nimeni nu a aclamat unul. Tronul a rămas vacant până la moartea lui Martel.
Ultimii patru ani de viață ai lui Charles au fost mai pașnici decât cea mai mare parte a fost și o mare parte din timpul său a fost ocupat cu planurile administrative și organizatorice pentru a crea un stat mai eficient. Deși, în 738, el i-a obligat pe saxonii din Westphalia să-i fac un omagiu și să-i plătească tribut, iar în 739 înăbușe o revoltă în Provence a rebeliilor lui Maurontus. Charles a stabilit integrarea tărâmurilor îndepărtate ale imperiului său în biserica francă.
El a ridicat patru dioceze în Bavaria (Salzburg, Regensburg, Freising și Passau), oferindu-i lui Bonifaciu ca Arhiepiscop și Mitropolit peste toată Germania estică a Rinului, cu sediul la Mainz. Bonifaciu l-a apărat cel mai dârz pe Charles pentru faptele sale în confiscarea terenurilor ecleziastice pentru a plăti armata ca să apere creștinismul de expansionismul islamic. În 739, papa Grigore al III-lea l-a implorat pe Charles să-l ajute împotriva lui Liutprand, dar nu a fost dispus să lupte împotriva aliatul său de odinioară și a ignorat acest motiv papal.

## Moartea
Charles Martel a murit pe 22 octombrie 741, la Quierzy-sur-Oise, în departamentul Aisne din regiunea Picardia din Franța de astăzi. El a fost înmormântat la bazilica Saint Denis de lângă Paris. Teritoriile sale au fost împărțite între fiii săi adulți cu un an mai devreme: Carloman a primit Austrasia și Alemannia (cu Bavaria ca vasal), iar Pippin Neustria și Burgundia (cu Aquitania ca vasal), și Grifo nimic, deși unele surse indica că a intenționat să-i ofere o fâșie de pământ între Neustria și Austrasia.

## Familia și copiii
Carol Martel a fost căsătorit de două ori:
- Prima sa soție a fost Rotrude, fiica lui Leudwinus. A avut cu aceasta cinci copii:
  - Hiltrud, s-a căsătorit cu Odilo I, duce de Bavaria
  - Carloman
  - Landrade, s-a căsătorit cu Sigrand, conte de Hesbania
  - Auda, s-a căsătorit cu Thierry al IV-lea, conte de Autun și Toulouse.
  - Pepin cel Scurt

- Cea de-a doua sa soție a fost Swanhild, cu care a avut un fiu:
  - Grifo